# Pamanzi
Pamanzi nebo také Petite-Terre je jeden z Komorských ostrovů, který patří k francouzskému zámořskému departementu Mayotte. Nachází se východně od hlavního ostrova, zvaného také Grande-Terre, a s rozlohou 10,95 km² je druhým největším ostrovem departementu. Žije na něm přibližně 25 tisíc obyvatel a největším městem je Dzaoudzi s přibližně 18 000 obyvateli. Převládajícím jazykem je komorština.
V letech 1942 až 1944 byl ostrov obsazen britskou armádou, které velel Jan Smuts. Nachází se zde mezinárodní letiště Marcela Henryho, sloužící pro celé Mayotte, a radarová stanice systému Frenchelon. Od roku 1973 sídlí na ostrově posádka cizinecké legie. Dzaoudzi bylo do roku 1977 hlavním městem celého Mayotte.
Pamanzi má tropické podnebí s obdobím dešťů trvajícím od prosince do dubna. V severní části ostrova leží maar s jezerem Dziani Dzaha o rozloze 17 hektarů, jehož voda je zeleně zbarvená, má vysoký obsah solí a její pH se pohybuje od 9,1 do 9,4. Jezero je předmětem vědeckého výzkumu, protože jeho podmínky připomínají prebiotickou polévku. Další turistickou atrakcí je pláž Moya. Město Dzaoudzi se původně nacházelo na samostatném ostrůvku, který byl propojen s Pamanzi náspem zvaným Boulevard des Crabes.  
Ostrov je administrativně rozdělen na dvě obce: Dzaoudzi-Labattoir na severu a Pamandzi na jihu.